# Peter Sundblad
Peter Erik Bertil Sundblad, född 3 juli 1958 i Eksjö församling i Jönköpings län, är en svensk journalist och programledare. Han är farbror till Calle Sundblad.
Peter Sundblad kom till P4 Väst som reporter 1990 och blev kanalchef och ansvarig utgivare där 2010, efter att ha varit tillförordnad kanalchef i ett år. Han är också programledare för radioprogrammet Framåt Fredag.
Sundblad är gift med Kerstin Paulsson (född 1962).
Under 2021 var Sundblad i blåsväder efter att ha dragit kritiserade skämt under en sändning av lokalradions "Vi i femman".